# Промтов Михайло Миколайович

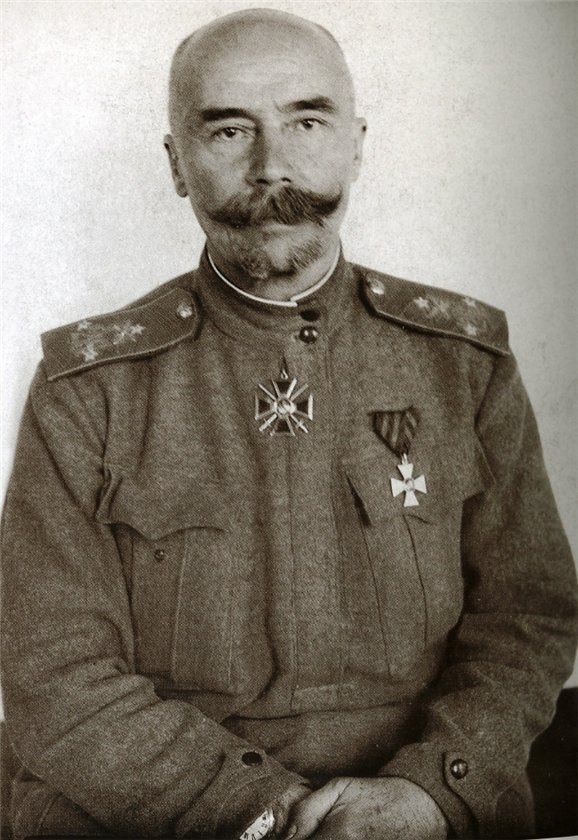

Промтов Михайло Миколайович (12.07.1857—1950) — військовий діяч, генерал-лейтенант (1914). Учасник Білого руху під час громадянської війни в Україні 1917—1921. Закінчив Петровський Полтавський кадетський корпус, Михайлівське артилерійське училище та Офіцерську артилерійську школу. Учасник російсько-японської війни 1904—1905, Першої світової війни: із 14 вересня до 1 грудня 1917 — командуючий 11-ю армією Південно-Західного фронту. Із 1918 — у Білому русі: восени 1919 — взимку 1920 — командир 2-го армійського корпусу Збройних сил Півдня Росії, що вів бойові дії на терені України проти Армії Української Народної Республіки та РСЧА. Разом із військами генерал-лейтенанта М.Бредова корпус здійснив похід уздовж Дністра (Бредовський похід), у лютому 1920 інтернований у Польщі. Деякий час П. перебував у таборах військовополонених, із липня 1920 — у розпорядженні головнокомандуючого Російською армією в Криму. Із листопада 1920 — в еміграції в Королівстві сербів, хорватів і словенців (із 1929 — Югославія).
Помер у м. Белград (нині столиця Сербії).